# プロトカテク酸エチル
プロトカテク酸エチル(ethyl protocatechuate)はフェノール類の一つ。プロトカテク酸のエチルエステルである。落花生の種子の種皮で見られ、ワインにも含まれる。
プロリル 4-ヒドロキシラーゼ阻害剤であり、心筋の保護に使われる。